# 練り菓子
練り菓子もしくは練菓子（ねりがし）は、別名「こなし」ともいい、粉末状もしくは粒状の原料と液状もしくは粘土状の原料を配合してから、外力を繰り返し加えて分布を均一化し、粘土状の塑性変型する状態に仕上げた間食用の食品類。
原料の性質により、成形後にそのまま食用になるものと、蒸して加熱する必要があるものに分かれる。和菓子のうち、生菓子と呼ばれるものの多くは練り菓子である。餅も練り菓子と類似の製法で作るが、主食と考えられることが多く、練り菓子に入れられないことも多い。
粉末原料として、米粉、はったい粉、きな粉、砂糖など、粒状の原料としてゴマ、クルミなど、粘土状の原料としてアズキなどの餡、液状の原料として湯、茶、牛乳、おろした芋類などがよく使われる。

## 日本の練り菓子の例

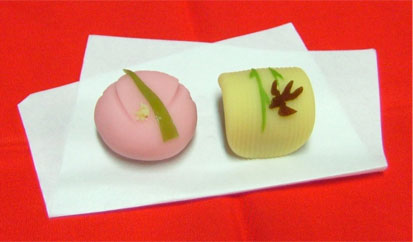
夏の菓子 （なでしことツバメ）

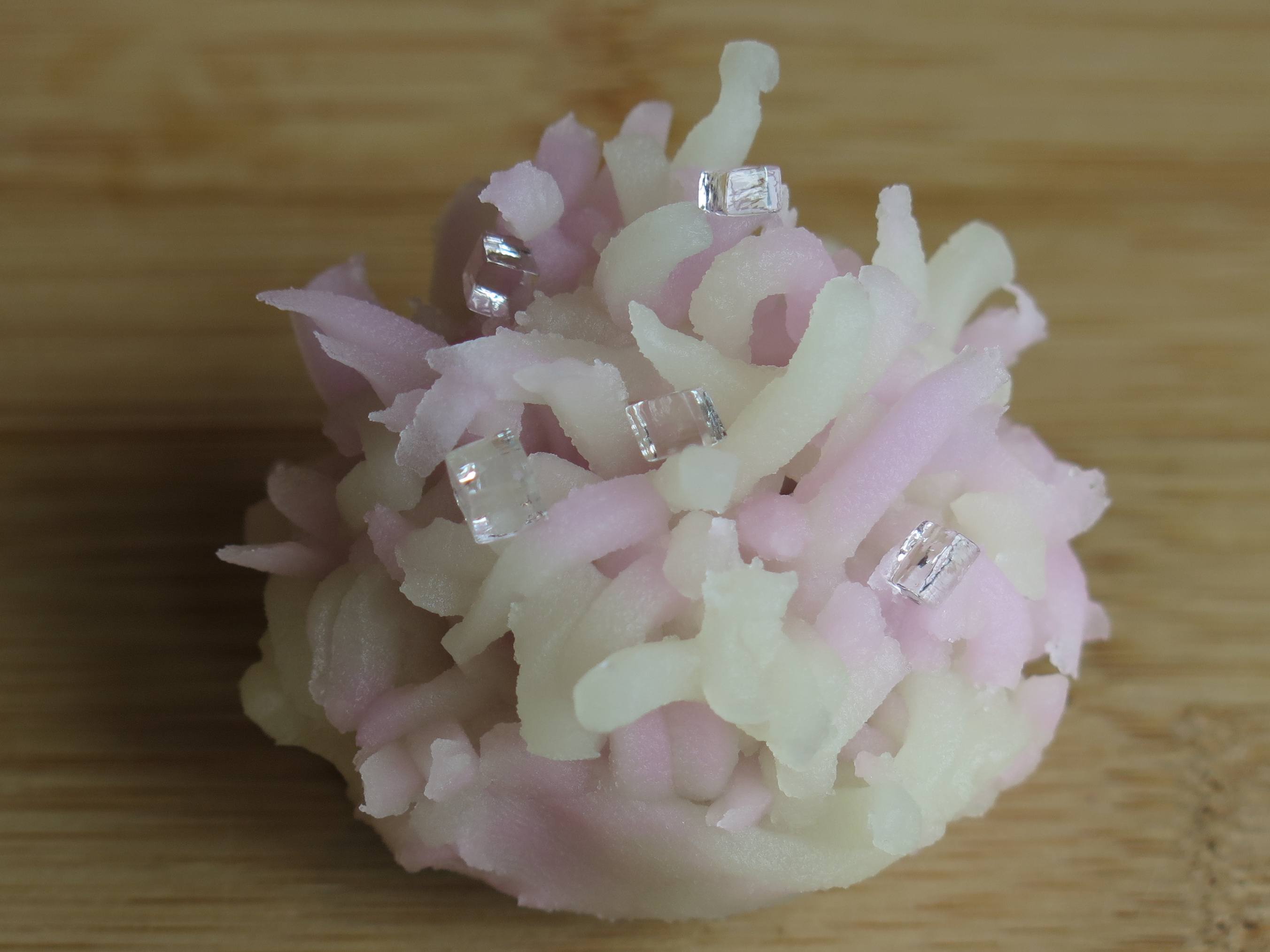
錦玉をまぶしたアジサイの練り切り。他の菓子とも組合わす。

- 練り切り
- 羊羹
- ういろう (菓子)
- すあま
- 洲浜団子 - 京都府
- 明けがらす - 岩手県
- からすみ (菓子) - 愛知県
- ゆべし（一部）
- スイートポテト（日本で創作された洋菓子）

## 海外の練り菓子の例

### アジア
- 米雕 - 台湾
- ルークチュップ - タイ
- ゴラ・カンブ - インドネシア
- ミーターイー - インド

### ヨーロッパ
- マルチパン（マジパン） - ドイツ
- マサパン - スペイン